# Còsta Blava
|  | Per a altres significats, vegeu «Costa Blava». |

La Còsta Blava (nom occità; en francès Côte Bleue) és una petita part del litoral mediterrani de França, a l'oest de la Provença, entre Marsella i la mar de Bèrra.
Cal no confondre-la amb la Costa Blava, nom tradicional català de la marca turística anomenada en occità Còsta d'Azur i en francès Côte d'Azur, que comprèn la costa oriental de la Provença.

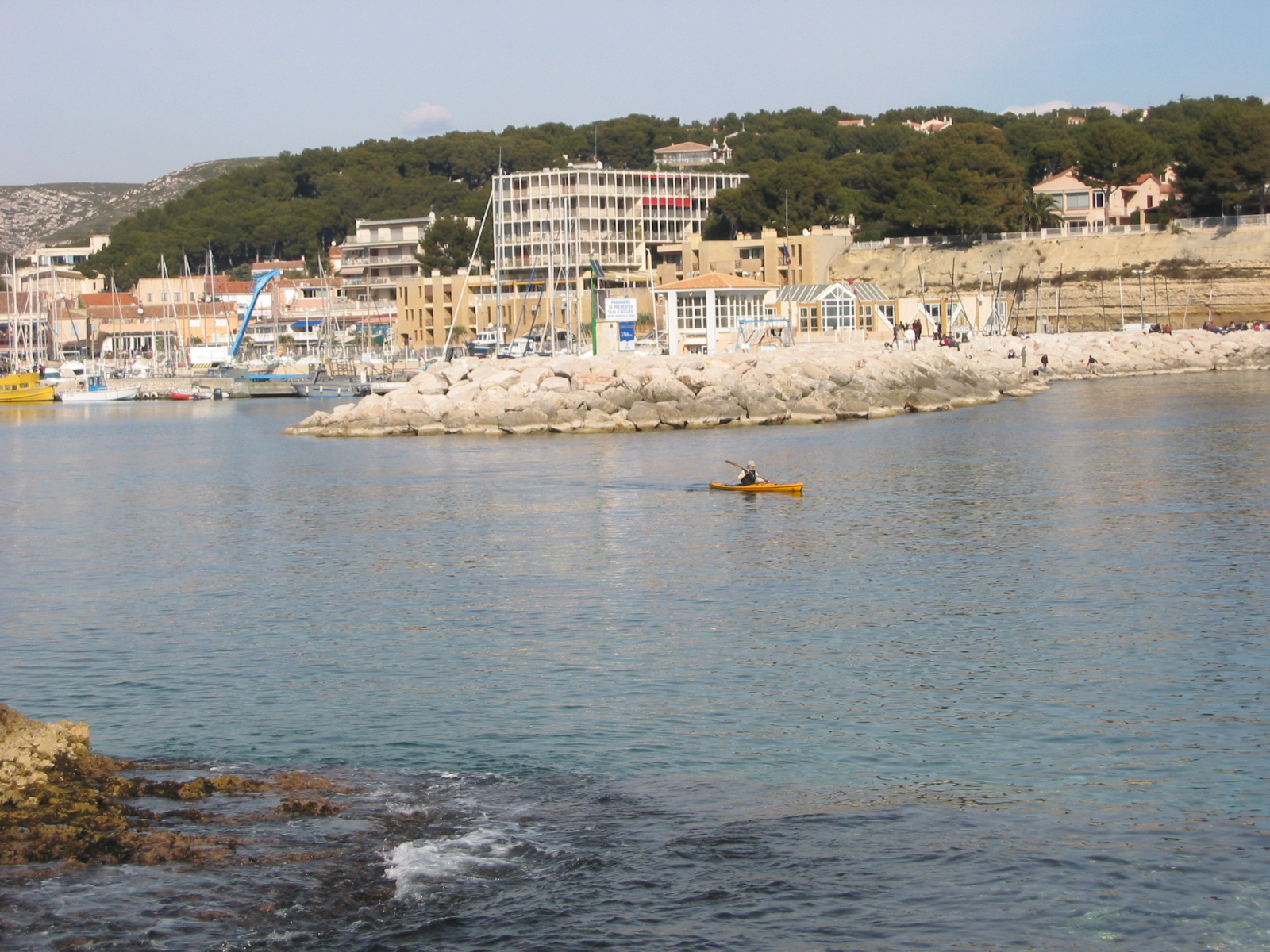
Carri lo Roet
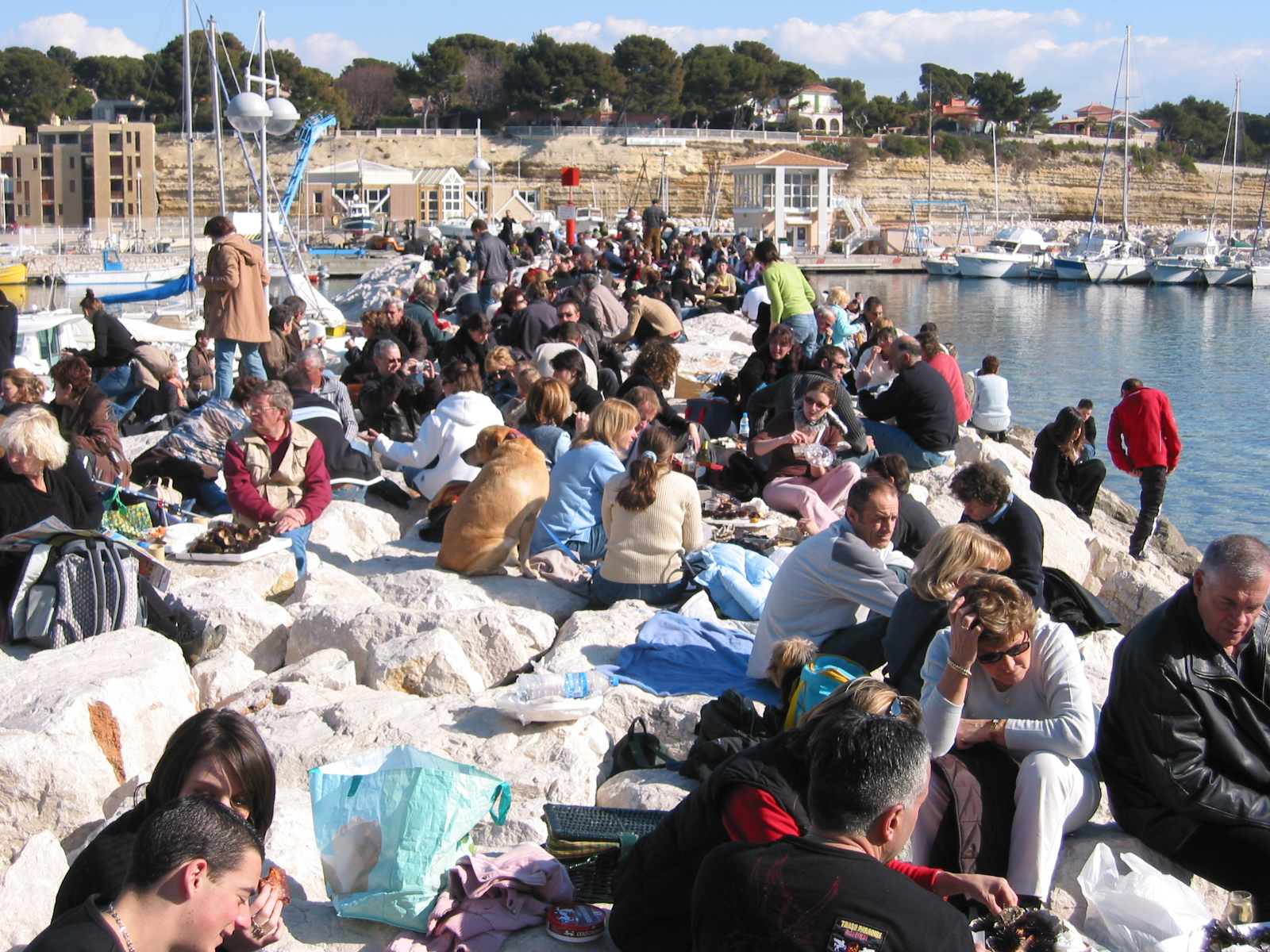
La festa de les orsinadas a Carri lo Roet, entre gener i febrer
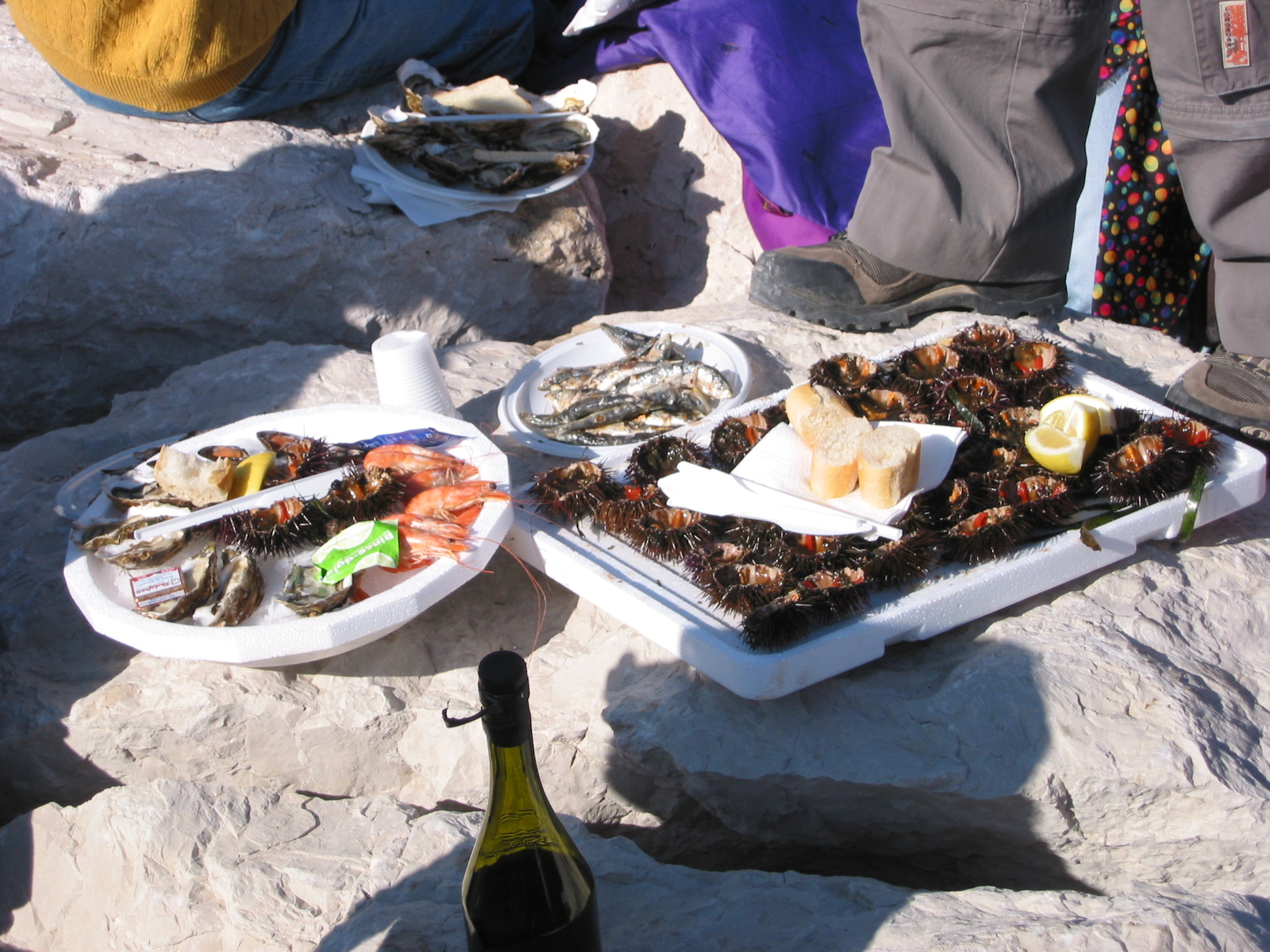
La festa de les orsinadas a Carri lo Roet, entre gener i febrer